# گرهارت فون کوگلگن
گرهارت فون کوگلگن (آلمانی: Gerhard von Kügelgen; ۶ فوریهٔ ۱۷۷۲ – ۲۷ مارس ۱۸۲۰) نقاش تک‌چهره و تاریخی اهل آلمان بود. وی برادر دوقلو کارل فون کوگلگن است. او استاد آکادمی هنرهای زیبای درسدن و عضو آکادمی هنرهای امپراتوری پروس و روسیه بود.

## نقاشی‌ها

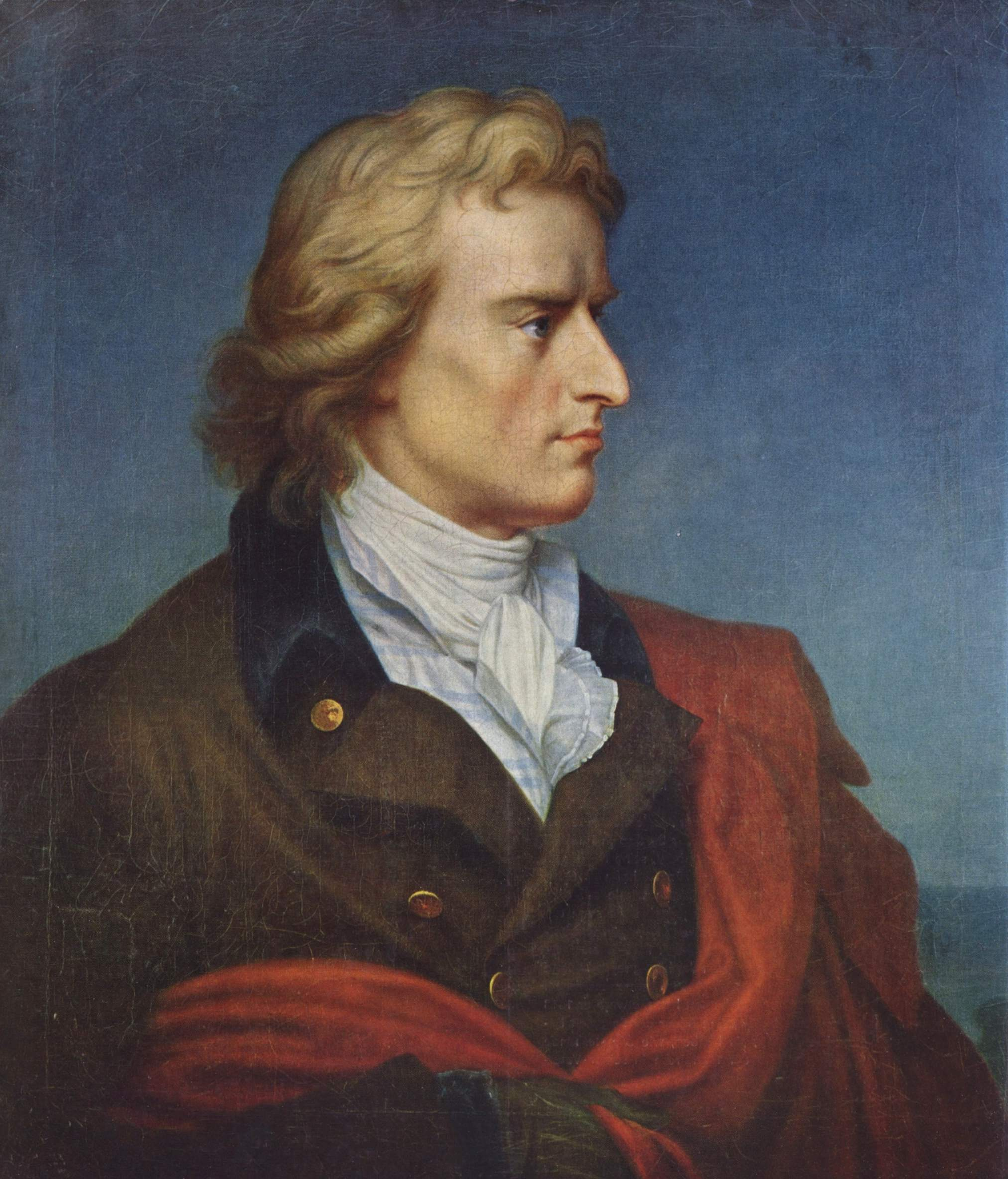
فریدریش شیلر
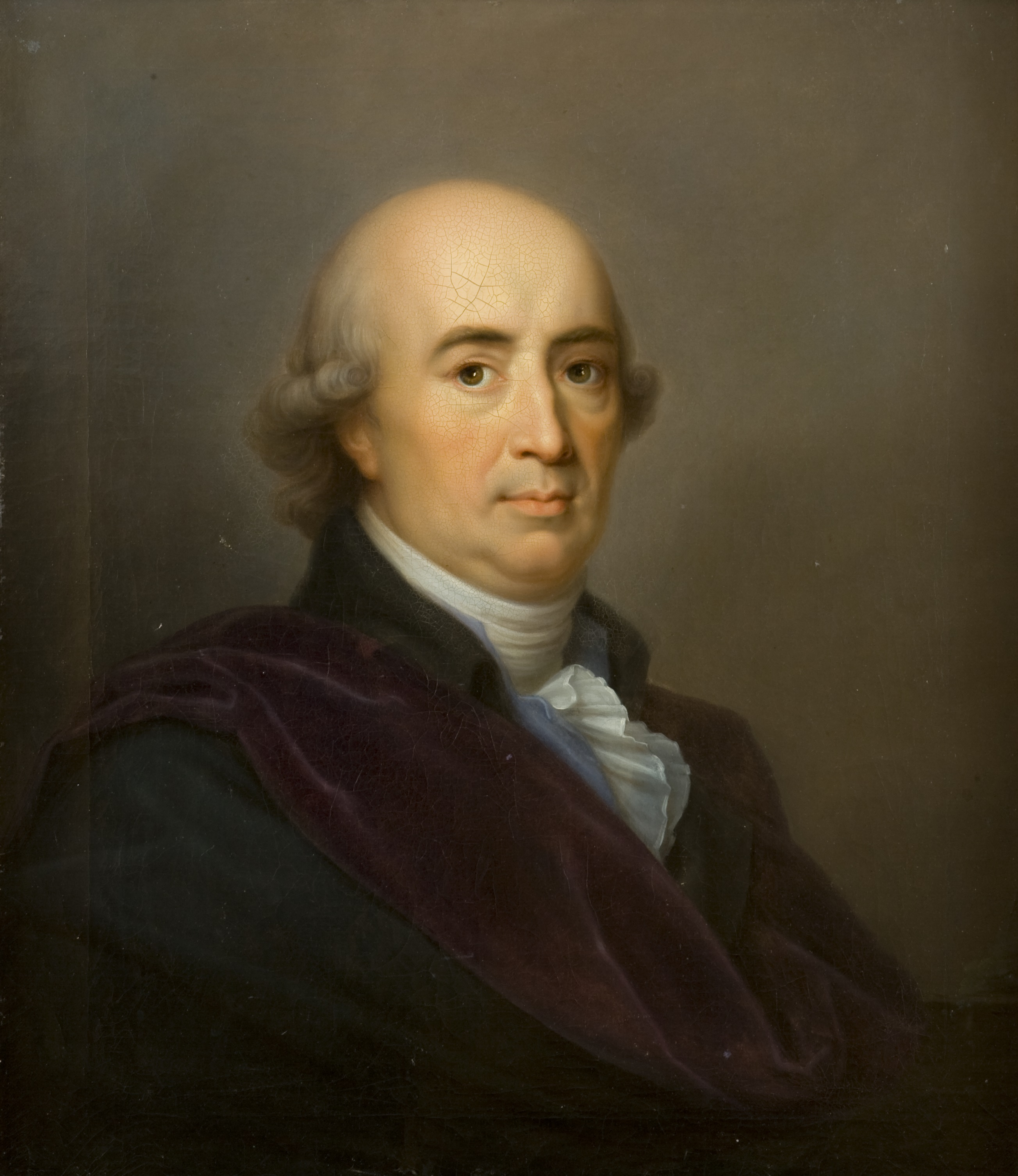
یوهان گوتفرید فون هردر
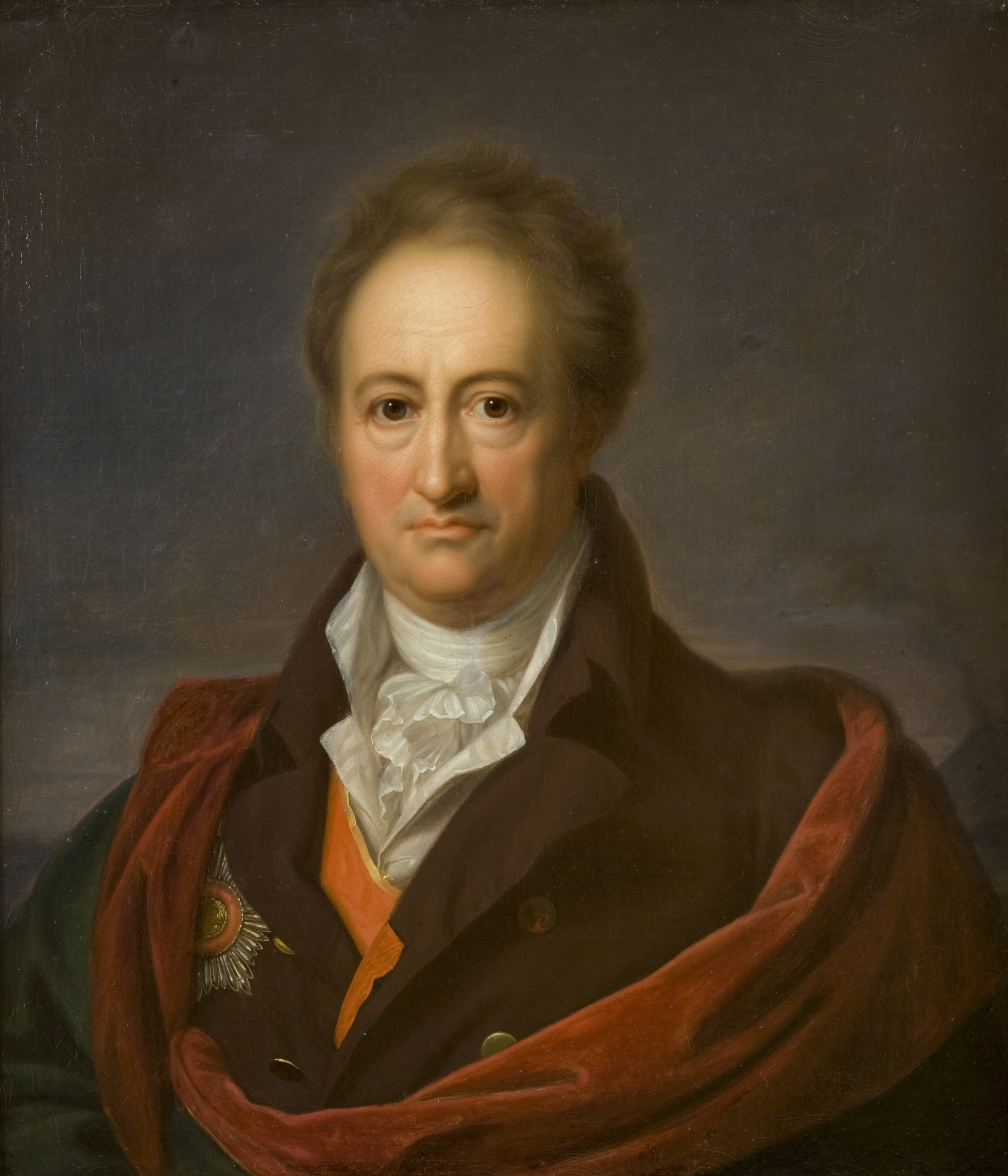
یوهان ولفگانگ فون گوته
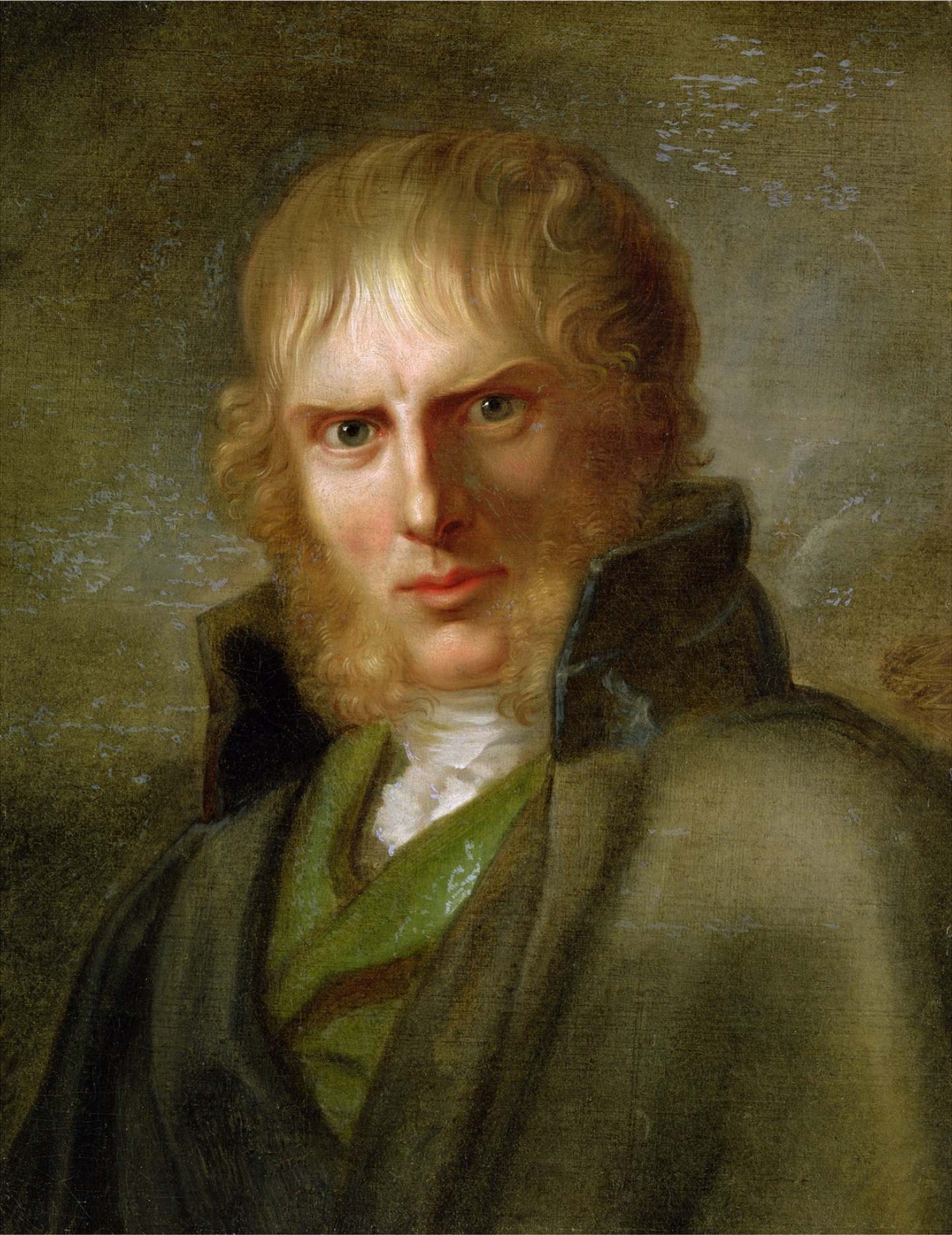
کاسپار داوید فریدریش
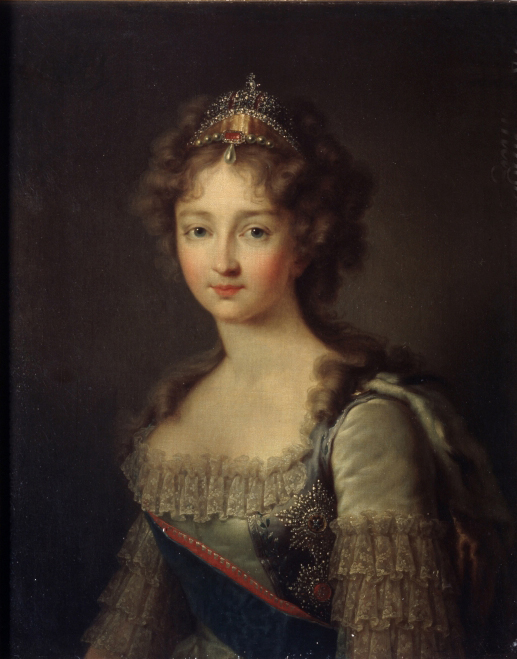
شاهدخت الیزابت الکسی یوونا
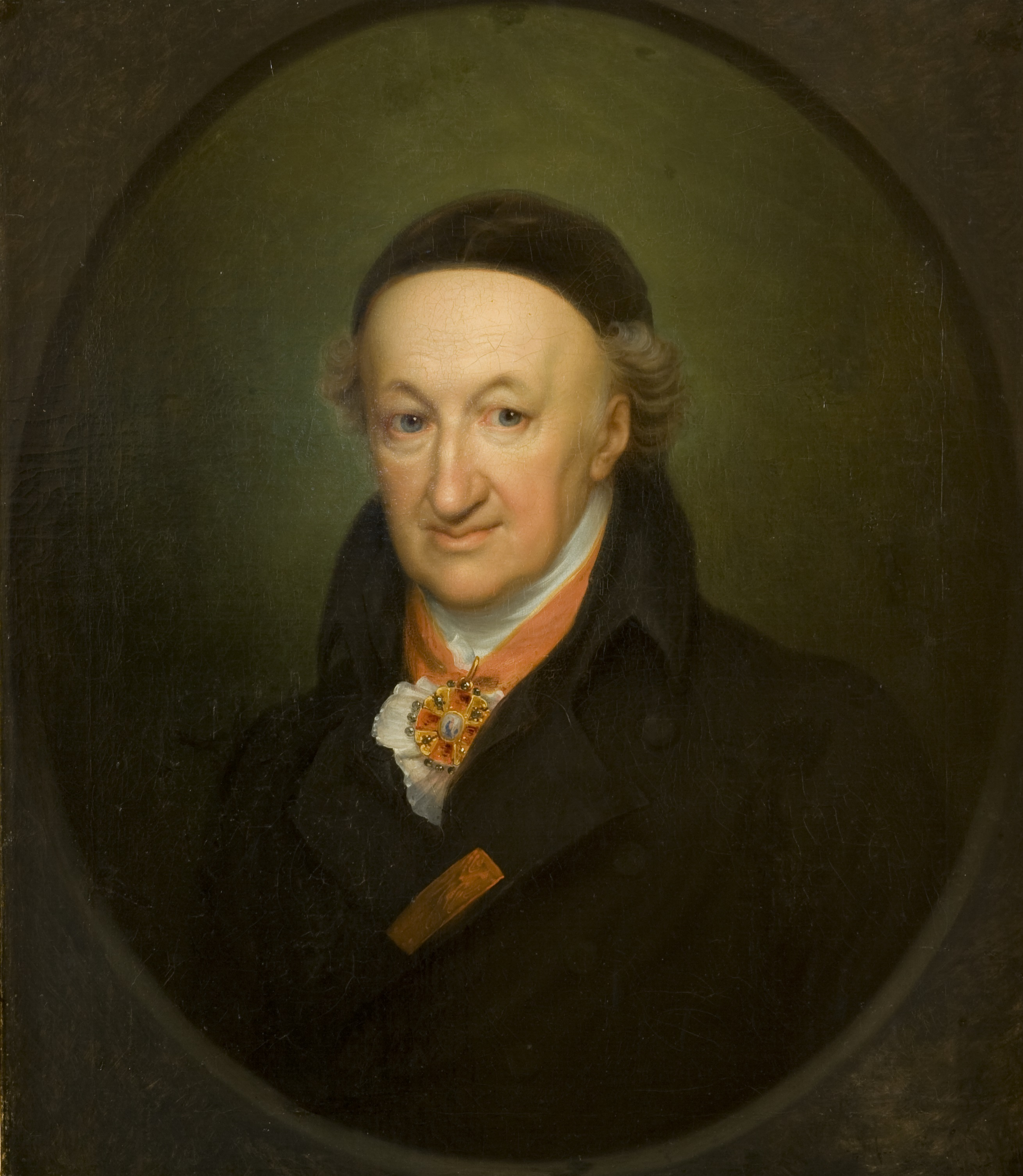
کریستوف ماتین ویلند
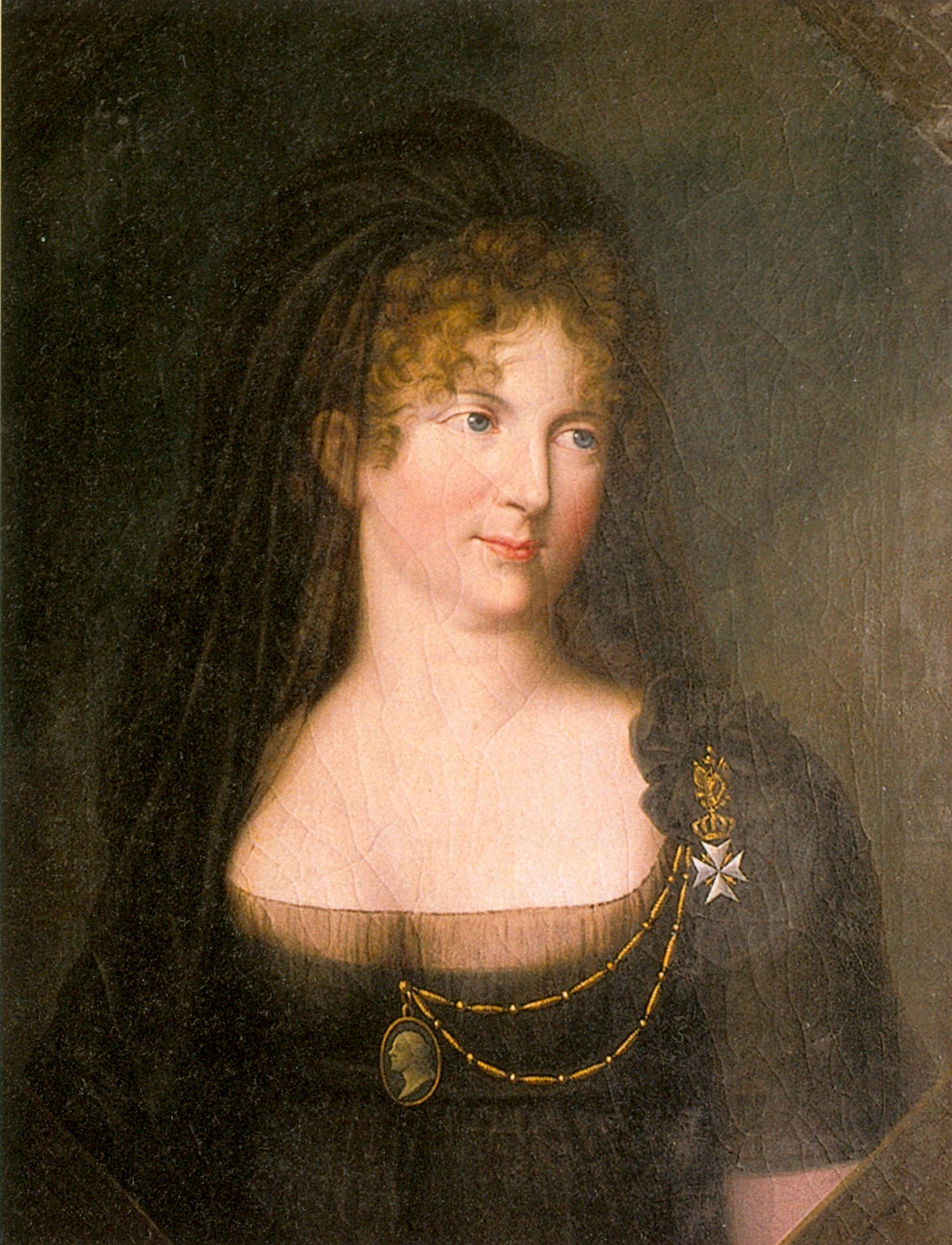
ماریا فیودوروونا
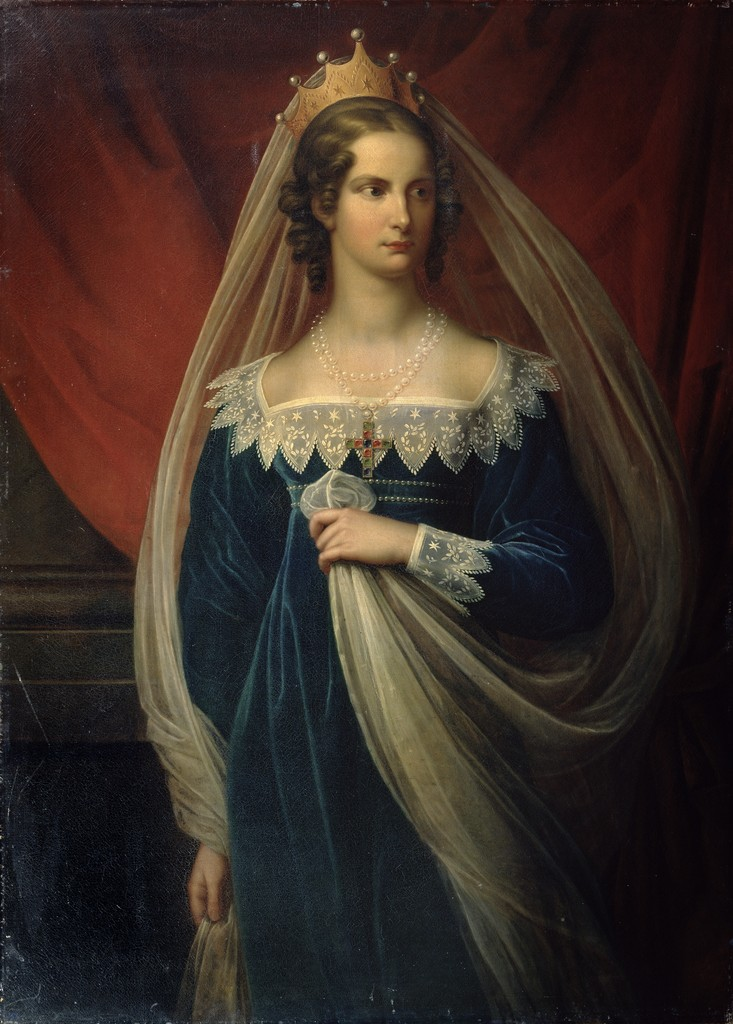
آلکساندرا فیودوروفنا